# CONCACAF Champions League 2009/10
Die CONCACAF Champions League in der Saison 2009/10 war die zweite Auflage des Wettbewerbs.
Das Turnier begann Ende Juli 2009 mit der Qualifikation und endete mit dem Finalrückspiel am 28. April 2010. Der mexikanische Club CF Pachuca besiegte im Finale seine Landsleute von CD Cruz Azul mit 1:2 und 1:0 aufgrund der Auswärtstorregel. Für Pachuca war dies der erste Erfolg in der CONCACAF Champions League; der Club ist damit auch für die FIFA-Klub-Weltmeisterschaft 2010 qualifiziert.

## Teilnehmerfeld
In der CONCACAF Champions League 2008/09 nahmen 24 Mannschaften teil. Die Mannschaften kommen aus Nordamerika, der Karibik und Zentralamerika.
| - Mexiko (Primera División) - Deportivo Toluca - UNAM Pumas - CD Cruz Azul - CF Pachuca - USA (Major League Soccer – 2008) - Columbus Crew - Houston Dynamo - New York Red Bulls - D.C. United - Honduras (Liga Nacional) - CD Marathón - CD Olimpia - Real España1 - Costa Rica (Primera División) - Deportivo Saprissa - Municipal Liberia - CS Herediano2 |  | - El Salvador (Primera Divisíon) - AD Isidro Metapán - CD Luis Ángel Firpo3 - Guatemala (Liga Nacional) - CSD Comunicaciones - CD Jalapa - Panama (ANAPROF) - CD Árabe Unido - San Francisco FC - Kanada (Canadian Championship – 2009) - Toronto FC - Karibik (CFU Club Championship – 2009) - W Connection - Puerto Rico Islanders FC - San Juan Jabloteh |

1Da Belize kein geeignetes Stadion vorweisen konnte, erhielt Honduras als bestes zentralamerikanisches Land des Vorjahres einen dritten Startplatz.

2 Costa Rica erhielt einen dritten Startplatz, da das Stadion des nicaraguanischen Clubs Real Estelí nicht die von der CONCACAF geforderten Voraussetzungen erfüllte. Ursprünglich sollte der Startplatz an Panama gehen, das zweitbeste zentralamerikanische Land des Vorjahres, doch Panama hatte selbst kein drittes geeignetes Stadion.

3 Die zweitbeste Mannschaft der salvadorianischen Meisterschaften nach Apertura- und Clausura-Sieger AD Isidro Metapán, CD Chalatenango, reichte die Anmeldepapiere nicht fristgerecht ein, so dass El Salvadors drittbeste Mannschaft, Luis Ángel Firpo, nachrückte.

## Turnierverlauf
Qualifikationsrunde: (16 Mannschaften)
- je 2 Mannschaften aus den USA und Mexiko.
- je 2 Mannschaften aus Panama, Costa Rica und Honduras.
- je eine Mannschaft aus El Salvador, Guatemala und Kanada.
- 3 Vereine aus der Karibikzone.

Gruppenphase: (16 Mannschaften)
- Die 8 Sieger der Preliminary Round.
- je 2 Mannschaften aus den USA und Mexiko.
- je eine Mannschaft aus Costa Rica, El Salvador, Guatemala und Honduras.

| Gruppenphase       | Gruppenphase      | Gruppenphase        | Gruppenphase             |
| Pot A              | Pot A             | Pot B               | Pot B                    |
| ------------------ | ----------------- | ------------------- | ------------------------ |
| Deportivo Toluca   | Columbus Crew     | Deportivo Saprissa  | CSD Comunicaciones       |
| UNAM Pumas         | Houston Dynamo    | CD Marathón         | AD Isidro Metapán        |
|                    |                   |                     |                          |
| Qualifikation      |                   |                     |                          |
| Pot C              | Pot C             | Pot D               | Pot D                    |
| CD Cruz Azul       | Municipal Liberia | Real España         | CS Herediano             |
| CF Pachuca         | CD Olimpia        | CD Luis Ángel Firpo | W Connection             |
| New York Red Bulls | San Francisco FC  | CD Jalapa           | Puerto Rico Islanders FC |
| D.C. United        | Toronto FC        | CD Árabe Unido      | San Juan Jabloteh        |

## Preliminary Round (Qualifikationsrunde)
Die Paarungen der Qualifikationsrunde wurden am 11. Juni 2009 ausgelost. Die Hinspiele finden zwischen dem 28. und 30. Juli, die Rückspiele zwischen dem 4. bis 6. August statt.
|                   | Gesamt          |                          | Hinspiel | Rückspiel |
| ----------------- | --------------- | ------------------------ | -------- | --------- |
| San Francisco FC  | 2:3             | San Juan Jabloteh        | 2:0      | 0:3       |
| CF Pachuca        | 10:10           | CD Jalapa                | 3:0      | 7:1       |
| W Connection      | 4:3             | New York Red Bulls       | 2:2      | 2:1       |
| CD Olimpia        | (a)2:2(a)       | CD Árabe Unido           | 2:1      | 0:1       |
| CS Herediano      | 2:6             | CD Cruz Azul             | 2:6      | 0:0       |
| D.C. United       | 2:2 (5:4 i. E.) | CD Luis Ángel Firpo      | 1:1      | 1:1       |
| Municipal Liberia | 3:6             | Real España              | 3:0      | 0:6       |
| Toronto FC        | 0:1             | Puerto Rico Islanders FC | 0:1      | 0:0       |

Nach der Qualifikationsrunde werden die Sieger aus den einzelnen Begegnungen den bereits gesetzten Mannschaften zugeordnet. Es entstehen vier Gruppen mit je vier Mannschaften.

## Group Stage (Hauptrunde)

### Gruppe A
| Pl. | Verein            | Sp. | S | U | N | Tore    | Diff. | Punkte |
| --- | ----------------- | --- | - | - | - | ------- | ----- | ------ |
| 1.  | CF Pachuca        | 6   | 5 | 0 | 1 | 015:400 | +11   | 15     |
| 2.  | CD Árabe Unido    | 6   | 3 | 1 | 2 | 013:900 | +4    | 10     |
| 3.  | Houston Dynamo    | 6   | 2 | 1 | 3 | 009:800 | +1    | 07     |
| 4.  | AD Isidro Metapán | 6   | 1 | 0 | 5 | 003:190 | −16   | 03     |

### Gruppe B
| Pl. | Verein            | Sp. | S | U | N | Tore    | Diff. | Punkte |
| --- | ----------------- | --- | - | - | - | ------- | ----- | ------ |
| 1.  | Deportivo Toluca  | 6   | 4 | 1 | 1 | 015:400 | +11   | 13     |
| 2.  | CD Marathón       | 6   | 4 | 0 | 2 | 012:140 | −2    | 12     |
| 3.  | D.C. United       | 6   | 3 | 1 | 2 | 012:800 | +4    | 10     |
| 4.  | San Juan Jabloteh | 6   | 0 | 0 | 6 | 004:170 | −13   | 0      |

### Gruppe C
| Pl. | Verein                   | Sp. | S | U | N | Tore    | Diff. | Punkte |
| --- | ------------------------ | --- | - | - | - | ------- | ----- | ------ |
| 1.  | CD Cruz Azul             | 6   | 5 | 1 | 0 | 016:400 | +12   | 16     |
| 2.  | Columbus Crew            | 6   | 2 | 2 | 2 | 005:900 | −4    | 08     |
| 3.  | Deportivo Saprissa       | 6   | 1 | 2 | 3 | 006:800 | −2    | 05     |
| 4.  | Puerto Rico Islanders FC | 6   | 0 | 3 | 3 | 006:120 | −6    | 03     |

### Gruppe D
| Pl. | Verein             | Sp. | S | U | N | Tore    | Diff. | Punkte |
| --- | ------------------ | --- | - | - | - | ------- | ----- | ------ |
| 1.  | UNAM Pumas         | 6   | 4 | 1 | 1 | 015:600 | +9    | 13     |
| 2.  | CSD Comunicaciones | 6   | 3 | 0 | 3 | 006:800 | −2    | 09     |
| 3.  | W Connection       | 6   | 2 | 1 | 3 | 010:900 | +1    | 07     |
| 4.  | Real España        | 6   | 2 | 0 | 4 | 006:140 | −8    | 06     |

## Championship Round (K.-O.-Runde)
Der gesamte Setzplan der Championship Round wurde am 17. November 2009 ausgelost.
Die Viertelfinal-Hinspiele fanden vom 9. bis 11. März 2010 statt; die Rückspiele wurden vom 16. bis 18. März 2010 ausgetragen.
Die Halbfinalspiele erfolgten am 30. und 31. März sowie am 6. und 7. April; die beiden Finalspiele am 21. und 28. April.
|  | Viertelfinale       | Viertelfinale    | Viertelfinale | Viertelfinale |   |            | Halbfinale  | Halbfinale | Halbfinale | Halbfinale |  |  | Finale | Finale | Finale | Finale |
|  |                     |                  |               |               |   |            |             |            |            |            |  |  |        |        |        |        |
|  | CSD Communicaciones | 1                | 1             | 2             |   |            |             |            |            |            |  |  |        |        |        |        |
|  | CF Pachuca          | 1                | 2             | 3             |   |            |             |            |            |            |  |  |        |        |        |        |
|  | CF Pachuca          | 1                | 2             | 3             |   | CF Pachuca | 1           | 1          | 2          |            |  |  |        |        |        |        |
|  |                     |                  |               |               |   | CF Pachuca | 1           | 1          | 2          |            |  |  |        |        |        |        |
|  |                     | Deportivo Toluca | 1             | 0             | 1 |            |             |            |            |            |  |  |        |        |        |        |
|  | Columbus Crew       | Deportivo Toluca | 1             | 0             | 1 | 2          | 2           | 4          |            |            |  |  |        |        |        |        |
|  | Columbus Crew       |                  |               |               |   |            | 2           | 4          |            |            |  |  |        |        |        |        |
|  | Deportivo Toluca    | 2                | 3             | 5             |   |            |             |            |            |            |  |  |        |        |        |        |
|  |                     |                  |               |               |   |            | CF Pachuca* | 1          | 1          | 2          |  |  |        |        |        |        |
|  |                     | CD Cruz Azul     | 2             | 0             | 2 |            |             |            |            |            |  |  |        |        |        |        |
|  | CD Marathón         | 2                | 1             | 3             |   |            |             |            |            |            |  |  |        |        |        |        |
|  | UNAM Pumas          | 0                | 6             | 6             |   |            |             |            |            |            |  |  |        |        |        |        |
|  | UNAM Pumas          | 0                | 6             | 6             |   | UNAM Pumas | 1           | 0          | 1          |            |  |  |        |        |        |        |
|  |                     |                  |               |               |   | UNAM Pumas | 1           | 0          | 1          |            |  |  |        |        |        |        |
|  |                     | CD Cruz Azul     | 0             | 5             | 5 |            |             |            |            |            |  |  |        |        |        |        |
|  | CD Árabe Unido      | CD Cruz Azul     | 0             | 5             | 5 | 0          | 0           | 0          |            |            |  |  |        |        |        |        |
|  | CD Árabe Unido      |                  |               |               |   |            |             | 0          |            |            |  |  |        |        |        |        |
|  | CD Cruz Azul        | 1                | 3             | 4             |   |            |             |            |            |            |  |  |        |        |        |        |

* CF Pachuca gewinnt aufgrund der mehr erzielten Auswärtstore

### Statistiken zum Finale

#### Hinspiel
| CD Cruz Azul                                  | CD Cruz Azul | CF Pachuca | CF Pachuca |
| --------------------------------------------- | --- | --- | ---------- |
| CD Cruz Azul                                  | \| 21. April 2010 in Mexiko-Stadt (Estadio Azul) \| \| Ergebnis: 2:1 (2:0) \| \| Zuschauer: 16.186 \| \| Schiedsrichter: Benito Archundia ( Mexiko) \| | \| 21. April 2010 in Mexiko-Stadt (Estadio Azul) \| \| Ergebnis: 2:1 (2:0) \| \| Zuschauer: 16.186 \| \| Schiedsrichter: Benito Archundia ( Mexiko) \| | CF Pachuca |
| CD Cruz Azul                                  | Jesús Corona – Melvin Brown, Julio Domínguez, Rogelio Chávez (88. Alejandro Castro), Horacio Cervantes – Jaime Lozano, Cristian Riveros (c), Héctor Gutiérrez – Emanuel Villa, Maxi Biancucchi (67. César Villaluz), Javier Orozco (74. Mario Ortiz) Cheftrainer: Enrique Meza | Miguel Calero (c) – Leobardo López, Carlos Rodríguez, Gregorio Torres (80. Luis Montes), Juan Rojas – Damián Álvarez, Raúl Martínez, Edy Brambila (60. Juan Carlos Cacho), José Francisco Torres – Ulises Mendivil (32. Damián Manso), Edgar Benítez Cheftrainer: Guillermo Rivarola | CF Pachuca |
| CD Cruz Azul                                  | 1:0 Emanuel Villa (20.) 2:0 Carlos Rodríguez (24., ET) | 2:1 Damián Álvarez (69.) | CF Pachuca |
| CD Cruz Azul                                  | César Villaluz (83.) | Edy Brambila (36.), Leobardo López (61.), Raúl Martínez (74.) | CF Pachuca |
| 21. April 2010 in Mexiko-Stadt (Estadio Azul) | | |            |
| Ergebnis: 2:1 (2:0)                           | | |            |
| Zuschauer: 16.186                             | | |            |
| Schiedsrichter: Benito Archundia ( Mexiko)    | | |            |

#### Rückspiel
| CF Pachuca                                  | CF Pachuca | CD Cruz Azul | CD Cruz Azul |
| ------------------------------------------- | --- | --- | ------------ |
| CF Pachuca                                  | \| 28. April 2010 in Pachuca (Estadio Hidalgo) \| \| Ergebnis: 1:0 (0:0) \| \| Zuschauer: 26.500 \| \| Schiedsrichter: Marco Rodríguez ( Mexiko) \| | \| 28. April 2010 in Pachuca (Estadio Hidalgo) \| \| Ergebnis: 1:0 (0:0) \| \| Zuschauer: 26.500 \| \| Schiedsrichter: Marco Rodríguez ( Mexiko) \| | CD Cruz Azul |
| CF Pachuca                                  | Miguel Calero (c) – Marco Pérez, Javier Muñoz, Carlos Rodríguez, Juan Rojas (87. Pedro Cortéz) – Damián Álvarez, Raúl Martínez, José Francisco Torres (80. Víctor Mañon), Damián Manso – Darío Cvitanich (55. Ulises Mendivil), Edgar Benítez Cheftrainer: Guillermo Rivarola | Jesús Corona – Fausto Pinto, Melvin Brown, Horacio Cervantes, Alejandro Castro (77. Rogelio Chávez) – Jaime Lozano, Cristian Riveros (c), Héctor Gutiérrez – Emanuel Villa, Maxi Biancucchi (60. Edgar Lugo), Javier Orozco (68. Alejandro Vela) Cheftrainer: Enrique Meza | CD Cruz Azul |
| CF Pachuca                                  | 1:0 Edgar Benítez (90.+2') | | CD Cruz Azul |
| CF Pachuca                                  | Darío Cvitanich (8.), Edgar Benítez (90.+3') | | CD Cruz Azul |
| 28. April 2010 in Pachuca (Estadio Hidalgo) | | |              |
| Ergebnis: 1:0 (0:0)                         | | |              |
| Zuschauer: 26.500                           | | |              |
| Schiedsrichter: Marco Rodríguez ( Mexiko)   | | |              |

## Torschützenliste
| Platz | Name                | Verein         | Tore |
| ----- | ------------------- | -------------- | ---- |
| 1     | Ulises Mendivil     | CF Pachuca     | 9    |
| 2     | Orlando Rodríguez   | CD Árabe Unido | 8    |
| 3     | Javier Orozco       | Cruz Azul      | 6    |
| 4     | Jonathan Faña Frías | W Connection   | 5    |
| 4     | Carlos Pavón        | Real CD España | 5    |
| 4     | Edgar Benítez       | CF Pachuca     | 4    |
| 4     | Pablo Zeballos      | Cruz Azul      | 5    |
| 8     | Douglas Matosso     | Real CD España | 4    |
| 8     | Paúl Aguilar        | CF Pachuca     | 4    |
| 8     | Francisco Palencia  | UNAM           | 4    |